# Pont Gambhira
Le pont Gambhira se trouve en Inde dans la ville de Padra dans le district de Vadodara. Le pont était mal entretenu et le 9 juillet 2025 une arche s'est effondrée tuant au moins 16 personnes.